# Clancy Brown
Clarence Jeffrey "Clancy" Brown III (Urbana, Ohio, 5 de janeiro de 1959) é um ator e dublador norte-americano. Prolífico no cinema e na televisão desde a década de 1980, Brown é frequentemente escalado para papéis de vilão e autoridade.

## Vida pessoal
Nascido em Urbana, Ohio, é filho de Joyce, compositora, condutora e pianista e de Bud Brown, ex-congressista e ex-presidente do conselho da Companhia de Editoração Brown (uma empresa de jornal que foi fundada pelo seu avô Clarence J. Brown).
Ele se formou na Escola St. Albana em Washington, D.C., ganhou uma bolsa de estudos para a Universidade Northwestern e se tornou membro da fraternidade Sigma Chi. Clancy passou a grande parte de sua juventude na proximidade de Washington, e ofereceu seus talentos dramáticos na cena do teatro de Chicago antes de ser o Viking Lofgren (opressor do personagem de Sean Penn, Mick O'Brien, em um reformatório juvenil em Juventude Em Fúria). Brown é casado com Jeanne Johnson desde 1993, com a qual tem um filho e uma filha.

## Carreira
É mais conhecido pelo papel do vilão Kurgan, dos filmes Highlander. Além disso, é responsável por dar voz aos personagens Lex Luthor na série animada DC Animated Universe e Sr. Siriguejo, no desenho Bob Esponja Calça Quadrada. Também participou de alguns episódios da 2ª temporada da série de TV Lost, no papel de Kelvin, dublou o personagem Hades no jogo God of war 3, e o Dr. Neo Cortex no jogo Crash Bandicoot.

## Filmografia

### Live-action

#### Cinema
| Ano  | Titulo                                       | Papel                                                    | Notas                                                                         |
| ---- | -------------------------------------------- | -------------------------------------------------------- | ----------------------------------------------------------------------------- |
| 1983 | Bad Boys                                     | "Viking" Lofgren                                         |                                                                               |
| 1984 | As Aventuras de Buckaroo Banzai              | "Rawhide"                                                |                                                                               |
| 1985 | Thunder Alley                                | "Weasel"                                                 |                                                                               |
| 1985 | A Prometida                                  | Viktor                                                   |                                                                               |
| 1986 | Highlander - O Guerreiro Imortal             | Victor Kruger / The Kurgan                               |                                                                               |
| 1987 | O Limite da Traição                          | Sargento Larry McRose                                    |                                                                               |
| 1988 | Atirando para Matar                          | Steve                                                    |                                                                               |
| 1988 | Moonwalker                                   | Policial                                                 | Segmento: "Speed Demon"                                                       |
| 1989 | Season of Fear                               | Ward St. Clair                                           |                                                                               |
| 1990 | Jogo Perverso                                | Detetive Nick Mann                                       |                                                                               |
| 1990 | Waiting for the Light                        | Joe                                                      |                                                                               |
| 1991 | Ambition                                     | Albert Merrick                                           |                                                                               |
| 1991 | Sombras na Noite                             | Steve Lundy                                              |                                                                               |
| 1992 | Cemitério Maldito II                         | Xerife Gus Gilbert                                       | Indicado – Prêmio Fangoria Chainsaw de Melhor Ator Coadjuvante                |
| 1994 | Um Sonho de Liberdade                        | Capitão Byron Hadley                                     |                                                                               |
| 1995 | Os Últimos Passos de um Homem                | Policial Estadual                                        |                                                                               |
| 1996 | Female Perversions                           | John                                                     |                                                                               |
| 1997 | Tropas Estelares                             | Sargento Charlie Zim                                     |                                                                               |
| 1997 | Flubber - Uma Invenção Desmiolada            | Smith                                                    |                                                                               |
| 1999 | Claire Makes It Big                          | Frank                                                    | Curta-metragem                                                                |
| 1999 | Hurricane - O Furacão                        | Tenente Jimmy Williams                                   |                                                                               |
| 2000 | Chump Change                                 | The Man                                                  |                                                                               |
| 2002 | The Laramie Project                          | Rob Debree                                               |                                                                               |
| 2003 | The Making of Daniel Boone                   | Allan Kenton                                             | Também produtor executivo                                                     |
| 2004 | Finding Neo                                  | Capitão Hadme                                            | Curta-metragem                                                                |
| 2004 | Gambling                                     | O Reverendo                                              |                                                                               |
| 2005 | Dogg's Hamlet, Cahoot's Macbeth              | Dogg                                                     |                                                                               |
| 2006 | Anjos da Vida - Mais Bravos que o Mar        | Capitão William Hadley                                   |                                                                               |
| 2007 | Desbravadores: A Lenda do Guerreiro Fantasma | Gunnar                                                   |                                                                               |
| 2007 | Parker                                       | Max Crenna                                               | Curta-metragem                                                                |
| 2008 | The Burrowers                                | John Clay                                                |                                                                               |
| 2008 | No Limite, a História de Ernie Davis         | Roy Simmons                                              |                                                                               |
| 2008 | NASA Seals                                   | Stone                                                    | Curta-metragem                                                                |
| 2009 | Slap                                         | Joe                                                      | Curta-metragem                                                                |
| 2009 | The Twenty                                   | John Simmonds                                            |                                                                               |
| 2009 | O Desinformante!                             | Aubrey Daniel                                            |                                                                               |
| 2010 | A Hora do Pesadelo                           | Alan Smith                                               |                                                                               |
| 2011 | Cowboys & Aliens                             | Pregador Meacham                                         |                                                                               |
| 2012 | John Morre no Final                          | Dr. Albert Marconi                                       |                                                                               |
| 2012 | At Any Price                                 | Jim Johnson                                              |                                                                               |
| 2012 | Hellbenders                                  | Padre Angus                                              |                                                                               |
| 2013 | Sparks                                       | Argueiro                                                 |                                                                               |
| 2013 | Water & Power                                | Turnvil                                                  |                                                                               |
| 2013 | Nothing Left to Fear                         | Pastor Kingsman                                          |                                                                               |
| 2013 | Linha de Frente                              | Xerife Keith Rodriguez                                   |                                                                               |
| 2013 | The Trials of Cate McCall                    | Brinkeroff                                               |                                                                               |
| 2013 | I Know That Voice                            | Ele mesmo                                                | Documentário                                                                  |
| 2014 | Just Before I Go                             | Pai do Dad                                               |                                                                               |
| 2014 | When the Game Stands Tall                    | Mickey Ryan                                              |                                                                               |
| 2014 | 99 Homes                                     | Mr. Freeman                                              |                                                                               |
| 2016 | Ave, César!                                  | Gracchus                                                 |                                                                               |
| 2016 | Warcraft: O Primeiro Encontro de Dois Mundos | Blackhand                                                | Captura de movimento                                                          |
| 2017 | Pequeno Demônio                              | Reverendo Gospel                                         |                                                                               |
| 2017 | O Que Te Faz Mais Forte                      | Jeff Bauman Sr.                                          |                                                                               |
| 2017 | Chappaquiddick                               | Secretário de Defesa dos Estados Unidos, Robert McNamara |                                                                               |
| 2018 | Supercon                                     | Adam King                                                |                                                                               |
| 2018 | A Balada de Buster Scruggs                   | Joe "Surly Joe"                                          | Segmento: "The Ballad of Buster Scruggs"                                      |
| 2019 | The Mortuary Collection                      | Montgomery Dark                                          | Também produtor executivo Prêmio Fangoria Chainsaw de Melhor Ator Coadjuvante |
| 2020 | Bela Vingança                                | Stanley Thomas                                           |                                                                               |
| 2020 | In Search of Darkness: Part II               | Ele mesmo                                                | Documentário                                                                  |
| 2022 | Last Looks                                   | Jim "Big Jim" Cuddy                                      |                                                                               |
| 2022 | In Search of Tomorrow                        | Ele mesmo                                                | Documentário                                                                  |
| 2023 | John Wick 4: Baba Yaga                       | O Precursor                                              |                                                                               |

#### Televisão
| Ano       | Titulo                                        | Papel                      | Notas                               |
| --------- | --------------------------------------------- | -------------------------- | ----------------------------------- |
| 1983      | The Dukes of Hazzard                          | Kelly                      | Episódio: "Too Many Roscos"         |
| 1987      | Corridos: Tales of Passion & Revolution       | John Reed                  | Filme para TV                       |
| 1987      | The Room Upstairs                             | Kevin                      | Filme para TV                       |
| 1987      | The Man Who Broke 1,000 Chains                | Flagg                      | Filme para TV                       |
| 1989      | Fair Game                                     | Earl Dunning               | Filme para TV                       |
| 1990      | China Beach                                   | Joey                       | Episódio: "Strange Brew"            |
| 1990      | Johnny Ryan                                   | Johnny Ryan                | Filme para TV                       |
| 1991      | Love, Lies and Murder                         | David Brown                | 2 episódios                         |
| 1991      | Feitiço Mortal                                | Harry Bordon               | Filme para TV                       |
| 1992      | Revenge of the Nerds III: The Next Generation | Clarence                   | Filme para TV                       |
| 1993      | Contos da Cripta                              | Roger Lassen               | Episódio: "Half-Way Horrible"       |
| 1993      | Desperate Rescue: The Cathy Malone Story      | Dave Chattelier            | Filme para TV                       |
| 1993      | Bloodlines: Murder in the Family              | Ben Guardino               | Filme para TV                       |
| 1993      | Last Light                                    | Lieutenant Lionel McMannis | Filme para TV                       |
| 1994–1995 | Earth 2                                       | John Danziger              | 21 episódios                        |
| 1995      | The Outer Limits                              | Sargento Linden Styles     | Episódio: "Afterlife"               |
| 1995      | Donor Unknown                                 | Nash Creed                 | Filme para TV                       |
| 1996      | Radiant City                                  | Al Goodman                 | Filme para TV                       |
| 1996      | Desert Breeze                                 | Desconhecido               | Piloto                              |
| 1997–1998 | ER: Plantão Médico                            | Dr. Ellis West             | 7 episódios                         |
| 1998      | The Patron Saint of Liars                     | Filho                      | Filme para TV                       |
| 1999      | Vendetta                                      | Chefe Hennessey            | Filme para TV                       |
| 1999      | In the Company of Spies                       | Dale Beckham               | Filme para TV                       |
| 1999      | The Caseys                                    | Pete Casey                 | Piloto                              |
| 2000      | The Practice                                  | Procurador Distrital Fox   | 2 episódios                         |
| 2000      | Yesterday's Children                          | Doug Cole                  | Filme para TV                       |
| 2001      | Boss of Bosses                                | Andris Kurins              | Filme para TV                       |
| 2001      | Branca de Neve                                | O Concessor de Desejos     | Filme para TV                       |
| 2002      | Star Trek: Enterprise                         | Zobral                     | Episódio: "Desert Crossing"         |
| 2002      | Breaking News                                 | Peter Kozyck               | 13 episódios                        |
| 2002      | Red Skies                                     | Edgar Sterling             | Filme para TV                       |
| 2003–2005 | Carnivàle                                     | Irmão Justin Crowe         | 24 episódios                        |
| 2003      | Normal                                        | Frank                      | Filme para TV                       |
| 2006      | Lost                                          | Kelvin Inman               | 2 episódios                         |
| 2007      | The Riches                                    | Rudy Blue                  | Episódio: "X Spots the Mark"        |
| 2008      | Law & Order                                   | Xerife John Burkhart       | Episódio: "Knock Off"               |
| 2008      | Blank Slate                                   | Agente Miles McAvoy        | Filme para TV                       |
| 2010      | The Deep End                                  | Hart Sterling              | 6 episódios                         |
| 2010      | Acerto de Contas                              | Hugh Whitman               | Episódio: "The Gone Fishin' Job"    |
| 2010      | Medium                                        | Rob Walcott                | Episódio: "Where Were You When...?" |
| 2011      | Aim High                                      | Boris "The Bear" Klopov    | 5 episódios                         |
| 2012      | The Frontier                                  | Jack Ramsay, Lamazee       | Piloto                              |
| 2013      | The Surgeon General                           | Becker                     | Piloto                              |
| 2013–2016 | A Lenda de Sleepy Hollow                      | Xerife August Corbin       | 6 episódios                         |
| 2014      | The Trip to Bountiful                         | Xerife                     | Filme para TV                       |
| 2014      | Agatha                                        | Hank                       | Piloto                              |
| 2014–2015 | The Flash                                     | General Wade Eiling        | 4 episódios                         |
| 2015–2016 | Chicago P.D.                                  | Eddie                      | 3 episódios                         |
| 2016      | Daredevil                                     | Coronel Ray Schoonover     | 2 episódios                         |
| 2017      | The Punisher                                  | Major Ray Schoonover       | Episódio: "Kandahar"                |
| 2018–2019 | The Goldbergs                                 | Mr. Crosby                 | 4 episódios                         |
| 2018–2019 | Billions                                      | Waylon "Jock" Jeffcoat     | 16 episódios                        |
| 2019      | Schooled                                      | Mr. Crosby                 | 5 episódios                         |
| 2019–2020 | Emergence                                     | Ed Sawyer                  | 13 episódios                        |
| 2019      | The Crown                                     | Lyndon B. Johnson          | Episódio: "Margaretology"           |
| 2019      | The Mandalorian                               | Burg                       | Episódio: "Chapter 6: The Prisoner" |
| 2019      | Grande Festa de Aniversário do Bob Esponja    | Mr. Slabs                  | Filme para TV                       |
| 2021–2022 | Dexter: New Blood                             | Kurt Caldwell              | 8 episódios                         |
| 2023      | Gen V                                         | Prof. Rich Brinkerhoff     | 2 episódios                         |
| 2024      | The Penguin                                   | Sal Maroni                 | 5 episódios                         |

### Como Dublador

#### Filmes
| Ano  | Titulo                                         | Papel            | Notas              |
| ---- | ---------------------------------------------- | ---------------- | ------------------ |
| 1995 | Gargoyles the Movie: The Heroes Awaken         | Hakon            | Direto para DVD    |
| 1997 | Annabelle's Wish                               | Advogado, Xerife | Direto para DVD    |
| 1998 | The Jungle Book: Mowgli's Story                | Akela            | Direto para DVD    |
| 2000 | A Pequena Sereia II: O Retorno para o Mar      | Undertow         | Direto para DVD    |
| 2001 | Hora do Recreio                                | Cara careca      |                    |
| 2003 | Atlantis: O Retorno de Milo                    | Volgud           | Direto para DVD    |
| 2004 | Bob Esponja - O Filme                          | Sr. Sirigueijo   |                    |
| 2005 | Heisei Tanuki Gassen Ponpoko                   | Gonta            | Dublagem em Inglês |
| 2009 | Superman/Batman: Inimigos Públicos             | Lex Luthor       | Direto para DVD    |
| 2011 | Lanterna Verde                                 | Parallax         |                    |
| 2013 | Lego Batman: The Movie – DC Super Heroes Unite | Lex Luthor       | Direto para DVD    |
| 2014 | Iron Man & Captain America: Heroes United      | Taskmaster       | Direto para DVD    |
| 2015 | Bob Esponja: Um Herói Fora D'Água              | Sr. Sirigueijo   |                    |
| 2017 | Thor: Ragnarok                                 | Surtur           |                    |
| 2019 | A Dama e o Vagabundo                           | Isaac            |                    |
| 2020 | Bob Esponja: O Incrível Resgate                | Sr. Sirigueijo   |                    |